# Snot (rapper)
Snot (reso graficamente $NOT), pseudonimo di Edy Edouard (New York, 16 dicembre 1997), è un rapper statunitense.

## Biografia
Originario di New York, all'età di 7 anni si è trasferito a West Palm Beach. Ha iniziato a pubblicare materiale su SoundCloud a partire dal 2016, arrivando a mettere in commercio la sua prima canzone certificata almeno oro dalla Recording Industry Association of America, Gosha (2018), diventata in seguito platino. La viralità del brano gli ha permesso di firmare un contratto discografico con la 300, sotto la quale è stato reso disponibile nel marzo 2020 l'album in studio d'esordio - Tragedy +, contenente Moon & Stars, un estratto in collaborazione con Maggie Lindemann certificato oro dalla RIAA.
Beautiful Havoc, il disco successivo uscito qualche mese più tardi, è divenuto il suo primo ingresso nella Billboard 200. Una sorte simile è toccata anche a Tell Em, che è entrato nella hit parade in Canada, Regno Unito e Stati Uniti d'America, ricavando il doppio platino dalla RIAA.
Snot ha goduto di successo commerciale anche all'estero, ottenendo due certificazioni di platino e una d'oro (equivalenti a 75 000 unità vendute) dalla Recorded Music NZ per le singole tracce.

## Discografia

### Album in studio
- 2020 – - Tragedy +
- 2020 – Beautiful Havoc
- 2022 – Ethereal
- 2024 – Viceroy

### Singoli
- 2018 – Stamina
- 2018 – Lovely (feat. SUS Valentino)
- 2018 – Gucci
- 2018 – Seven Corps
- 2018 – Pull Up
- 2018 – Champion
- 2018 – Kill Me Bitch
- 2018 – Vintage Dior
- 2018 – Gosha
- 2018 – Drip
- 2018 – Northface
- 2018 – Motorola
- 2019 – Billy Boy
- 2019 – Xanax Flies
- 2019 – Megan
- 2019 – Vision (feat. Lil Tracy)
- 2019 – Beretta (feat. Wifisfuneral)
- 2020 – Moon & Stars (feat. Maggie Lindemann)
- 2020 – Human (feat. Night Lovell)
- 2020 – Can You Help Me
- 2020 – Revenge
- 2020 – Mean (feat. Flo Milli)
- 2020 – Sangria (feat. Denzel Curry)
- 2021 – Whipski (feat. Lil Skies & Internet Money)
- 2021 – Tell Em (con Cochise)
- 2021 – Red
- 2021 – Go
- 2022 – Doja (con ASAP Rocky)
- 2022 – MS. Porter (feat. Night Lovell)
- 2022 – Immaculate
- 2022 – Simple
- 2022 – Vivid (con Rich Brian)
- 2023 – Easter Pink
- 2023 – Cruel World
- 2024 – 0% (feat. ZillaKami)
- 2024 – Bully
- 2024 – Hilarious (feat. Cochise)
- 2024 – So What
- 2024 – Where My Hug At
- 2024 – Pain4Real
- 2025 – The Great Oath
- 2025 – La tradito
- 2025 – A New Day Is a New Play
- 2025 – Dresscode
- 2025 – Imma Ride 4 You